# ودیع الصافی
ودیع الصافی (متولد ودیع فرانسیس؛ ۱ نوامبر ۱۹۲۱ – ۱۱ اکتبر ۲۰۱۳)، خواننده، آهنگساز ترانه‌سرا و بازیگر لبنانی است. او را به عنوان یکی از غول‌های طرب عربی در لبنان و جهان عرب می‌شناسند و اغلب او را «صدای لبنان» می‌نامند.
ودیع الصافی در نیحا شوف لبنان به دنیا آمد. او کار هنری خود را در سن هفده سالگی از زمانی آغاز کرد که در یک مسابقه آواز که توسط رادیو لبنان برگزار شده بود در میان ۴۰ رقیب دیگر برنده و انتخاب شد. نقش پیشرو در ایجاد قواعد آواز لبنان و هنرهای لبنان را داشته‌است. او به مدرسه آواز و آهنگسازی تبدیل شد.
او در طی ۷۵ سال زندگی حرفه‌ای، بیش از ۵۰۰۰ ترانه منتشر کرد.
از او در مراسمی در سوریه در شهر طرطوس قدر دانی و تشکر بعمل آمد. این مراسم توسط پسر او آنتوان ودیع صافی به صورت موفقیت‌آمیزی به انجام رسید.
در اول نوامبر ۲۰۱۶ مصادف با ۹۵مین سالروز تولد ودیع الصافی و به افتخار او و در بزرگداشت میراث غنی او، که به هویت موسیقی لبنان اعتبار داده و برگرفته از فرهنگ عامه و میراث کشور و منطقه اوست، موتور جستجوی گوگل گوگل دودل صفحه اصلی خود را در کشورهای عربی و شمال آفریقا تغییر داد.